# 4334 Фу
4334 Фу (4334 Foo) — астероїд головного поясу, відкритий 2 вересня 1983 року.
Тіссеранів параметр щодо Юпітера — 3,180.
Названий на честь Лілліана Фу, фотожурналіста та констультанта світового банку.